# Hospital Professor Doutor Fernando Fonseca
O Hospital Professor Doutor Fernando Fonseca (HFF), anteriormente designado por Hospital Amadora-Sintra, é um hospital geral e polivalente que integra desde 2024 a Unidade Local de Saúde de Amadora/Sintra (ULS Amadora/Sintra), que por sua vez pertence ao Serviço Nacional de Saúde (SNS).
O HFF fica localizado na Serra de Carnaxide, na freguesia da Venteira, na Amadora, e foi inaugurado a 21 de junho de 1995.
O seu nome homenageia o médico português Fernando Fonseca (1895-1974), tendo sido atribuído pelo ministro Maldonado Gonelha. O serviço de urgência geral do HFF é o maior serviço de urgência da região de Lisboa e Vale do Tejo.

## História

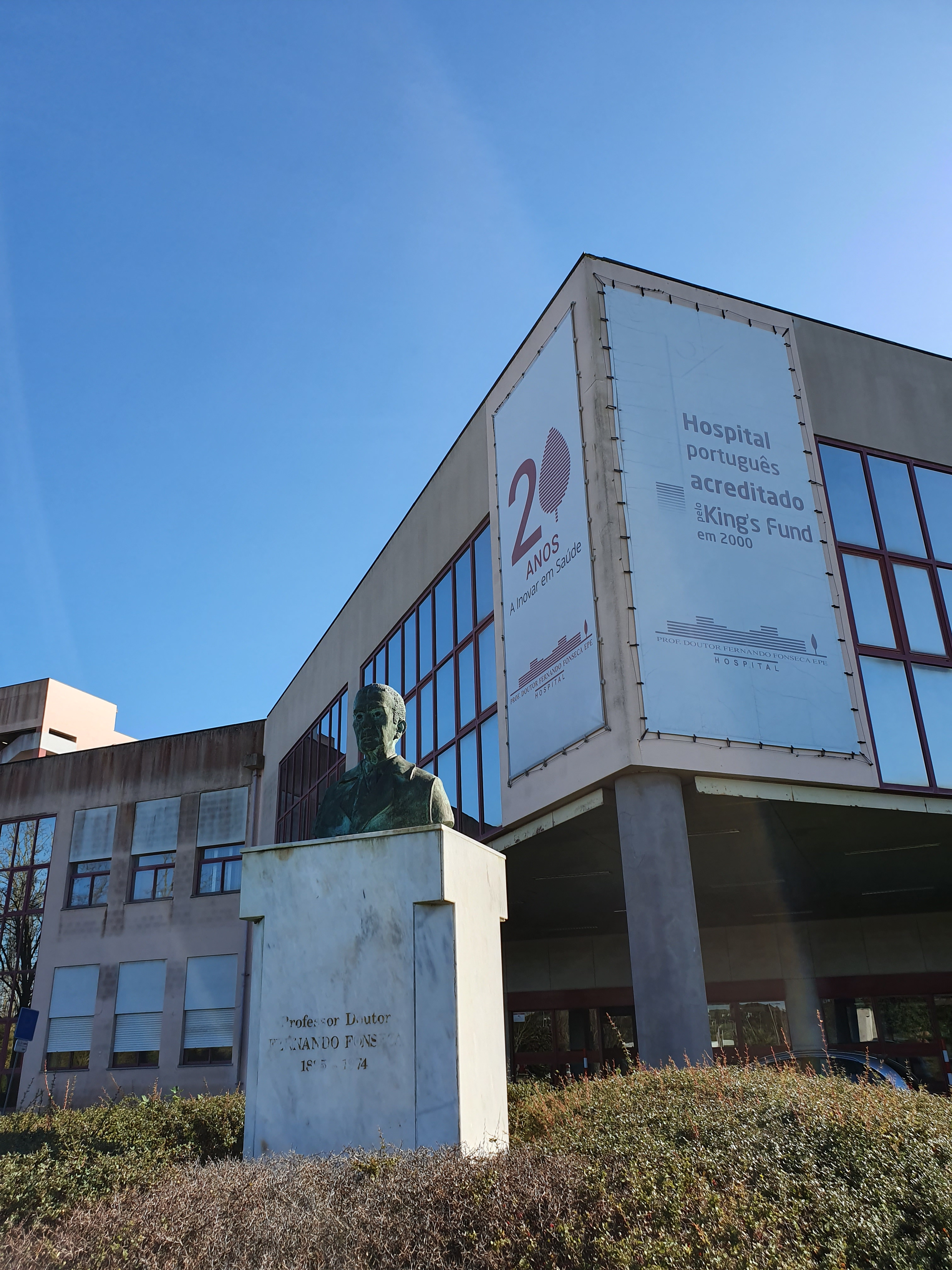
Estátua de homenagem ao Professor Doutor Fernando Fonseca, patrono da instituição, situada na área exterior do centro hospitalar.

Pensado desde os anos 1970 para servir os cerca de 600.000 habitantes de Amadora e Sintra, só na década de 1980 se optou pelo atual local em detrimento do Parque de Monsanto.
A sua gestão inicial foi concedida a uma entidade privada (Amadora Sintra, Sociedade Gestora, S.A.). Esta concessão terminou em 2008, passando para um regime de Entidade Pública Empresarial (EPE).

## Área servida
Serve a população dos municípios da Amadora e Sintra, uma área com uma elevada densidade populacional e diversidade sociocultural.